# Kast dine hænder op
Kast dine hænder op er andet album fra MGP vinderen Razz. Det blev udgivet i 2003. 

## Spor
1. "Kast Dine Hænder Op"
2. "Breakdance"
3. "En Tur I Zoo"
4. "Til Spanien"
5. "Genert"
6. "Ingen Er Perfekt"
7. "Beatbox Battle"
8. "Mig & Mine Venner"
9. "Hvem Går Udenfor?"
10. "Vi Er De Aliens"
11. "Nede Med Dig"
12. "Mr. Razz"
13. "Teenager"
14. "Bare Et Øjeblik"